# Sistemazioni di monte
Le sistemazioni di monte hanno il precipuo scopo di prevenire o rallentare i dissesti idrogeologici di terreni montani destinati all'agricoltura.

Lo strumento principale sono le briglie cioè muri trasversali di varia natura (terra, muratura, calcestruzzo, legname, gabbioni ecc.) costruiti lungo il corso dei torrenti.
Le briglie più a monte servono a prevenire l'erosione verticale cioè l'approfondimento del letto del torrente (briglie di consolidamento), quelle più a valle per evitare che il materiale eroso arrivi fino a valle (briglie di trattenuta).